# Tomboy (software)
Tomboy is een vrije applicatie voor Linux en Unix voor het maken en beheren van notities. Het gebruikt een wiki-systeem om links tussen notities mogelijk te maken. Het is geschreven in C# met Gtk# en het is beschikbaar onder de LGPL. Tomboy is onderdeel van GNOME.

## Overzicht
Enkele mogelijkheden van Tomboy zijn:
- Opmaak van notities
- Automatische links naar andere notities wanneer de naam van de notitie wordt ingetypt
- Automatische links naar websites en e-mailadressen
- Spellingscontrole met GtkSpell

Met behulp van plug-ins kan de functionaliteit van Tomboy uitgebreid worden. Voorbeelden hiervan zijn:
- Exporteren naar HTML;
- Linken naar mails in Evolution;
- Linken naar bugs in Bugzilla;
- LaTeX-plug-in voor wiskundige formules.